# Cary Hill
Cary Hill est un tremplin de saut à ski situé à Fox River Grove en États-Unis.

## Historique
Le 12 novembre 1905, 28 immigrants Norvégiens fondent le Norge Ski Club (no) à Chicago. Le club mandate Karl Hovelsen, arrivé quelques mois plus tôt, de trouver un lieu dans la banlieue de Chicago où le club pourrait skier et faire du saut. Il trouve Fox River Grove à 65 kilomètres de Chicago, loue le terrain au fermier local et le tremplin est construit en 1906. Le club organise depuis cette date un tournoi annuel de saut à ski. Le club achète le terrain et ses environs en 1925. 
En 1938, Birger Ruud participe au tournoi devant 20 000 spectateurs. En janvier 1948, Jimmy Hendrickson (no) chute, perd conscience et meurt quelques heures plus tard.
En 1973, le tremplin principal est détruit par un incendie criminel et il est reconstruit en 1981. En 2004, le club décide d'agrandir le tremplin dans l'optique de son centième anniversaire. 

## Caractéristiques du tremplin
En 2004, le club achète le tremplin inutilisé d'Ely pour 1 dollar afin de remplacer le vétuste K 60,. La tour du tremplin est longue de 75 mères et le point K est à 70 mètres. Le site compte également quatre autres tremplins : K40, K25, K10 et K5. Tous les tremplins sont équipés de revêtement plastique afin d'être utilisable toute l'année.

## Compétitions
Tous les ans depuis 1906, le club organise son festival de saut à ski. De plus, le tremplin a accueilli le championnat des États-Unis de saut à ski à plusieurs reprises et le championnat de combiné nordique en 2012.